# Jardin écologique (jardin des plantes de Paris)
Le Jardin écologique est une enclave de nature préservée au cœur du Jardin des plantes de Paris, refuge de la flore et de la faune d’Île-de-France. Onze biotopes représentatifs de cette région y ont été aménagés par les spécialistes du Muséum national d'histoire naturelle (qui gère, entre-autres, le Jardin des plantes). Au fil des saisons et du climat on peut y découvrir, y étudier ou bien y contempler leur évolution chronologique et dans les divers types de temps, leur biodiversité végétale et animale, leurs sols et leurs biocénoses. Le jardin écologique abrite une faune importante, sédentaire ou de passage, qui trouve ici une escale abritée pour se restaurer et se reproduire. Fragile, l'endroit n'est accessible qu'en visite guidée sur inscription, afin d'en préserver la tranquillité : l'intervention des jardiniers dans ce sanctuaire écologique est limitée au strict indispensable.

## Historique
Depuis les origines du Jardin des plantes et jusqu'en 1932, cet emplacement était une annexe de l'école de botanique voisine. C'est alors que Pierre Allorge, professeur au muséum et titulaire de la chaire de cryptogamie (étude des plantes sans fleurs, dont les organes reproducteurs sont peu visibles, comme les mousses, les sélaginelles ou les prêles), et Camille Guinet, ingénieur horticole au Jardin des plantes, eurent l'idée de créer un « jardin sauvage d'Île-de-France » pour y présenter les milieux à la fois naturels et anthropiques de cette région où l'Homme a joué, depuis plus de 25.000 ans, un rôle considérable dans la formation des paysages et des associations végétales.
Après 28 ans d'ouverture (et de piétinement), le « jardin sauvage d'Île-de-France », passablement dégradé, a été fermé au public en 1960 et le resta durant 44 ans, flore et faune évoluant sur quatre décennies sans aucune intervention humaine. Pendant cette longue période, des inventaires de biodiversité furent menés, révélant une régénération et un enrichissement progressifs, notamment en champignons, insectes, mollusques, petits mammifères et oiseaux. Depuis 1982 divers projets de rénovation ont été envisagés : à partir de 2000 on modifia quelques sols et on replaça des espèces, sans en supprimer, conformément à leurs regroupements végétaux spontanés (biocénoses), liés à leurs besoins. Ce travail fut mené de manière à déranger le moins possible la faune, et la réouverture (désormais sur rendez-vous et en visite guidée) intervînt en 2004.

## Topographie
D'une étendue d'un peu plus d'un hectare, le jardin écologique est enclos et bordé par les allées Cuvier qui le sépare de la Ménagerie au nord, Heim qui le sépare de la grande perspective du Jardin des plantes au sud, Jussieu qui le sépare de l'École de botanique à l'ouest et Brogniart qui le sépare du carré homonyme à l'est. Les seules constructions de ce jardin sont le mini-laboratoire où l'on entrepose outils horticoles, d'observation, de mesure et de fabrication des abris à biodiversité, et l'« hôtel à abeilles ».

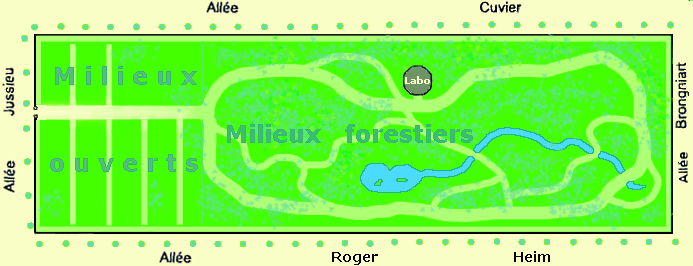
Plan du Jardin écologique

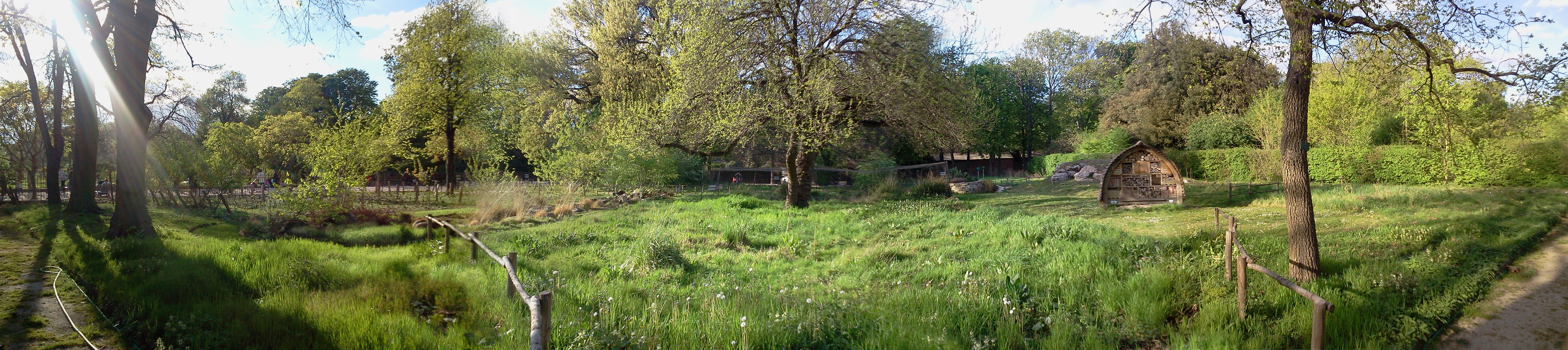
Perspective à l'anglaise : panorama du jardin écologique depuis l'allée Roger Heim

Le mot « écologique » rappelle que le jardinier s'appuie ici sur l'écologie appliquée, science qui étudie les conditions d'existence des êtres vivants (Homme compris) et les rapports qui s'établissent entre eux (biocénose) et leur environnement. Le jardinier peut ainsi s'appuyer sur des auxiliaires naturels (par exemple la coccinelle qui mange les pucerons ou la guêpe qui limite la pullulation des chenilles). L'approche peut inclure la phytosociologie, en particulier dans ce carré à vocation écologique et pédagogique où l'on peut étudier et valoriser les associations végétales.
Plus encore que le reste du Jardin des plantes, le jardin écologique est géré de manière à :
- modeler le terrain pour y restaurer des micro-habitats et microclimats favorisant la diversité des espèces, contrairement au jardin à la française ;
- privilégier le caractère spontané de la flore et de la faune dans les parcelles sauvages ;
- offrir aux espèces sauvages des milieux de substitution aux milieux naturels, comme du bois mort, une prairie fauchée tardivement ou une année sur deux, un éventuel espace de sable ou de craie pour les espèces arénicoles ou calcicoles, ainsi que des nichoirs à oiseaux, chauve-souris ou insectes, des tas de bûches ou fagots... ;
- inclure un point d'eau, une ou plusieurs mares et des systèmes de récupération et épuration (mini-lagunage naturel) des eaux pluviales ;
- pratiquer une gestion différenciée pour les espaces non cultivés ;
- proscrire l'éclairage (sinon les lumières de la ville de Paris qui parviennent, surtout l'hiver, jusqu'ici) pour limiter les effets de la pollution lumineuse sur la faune ayant besoin d'un environnement nocturne protégé ;
- produire les céréales ou les raisins selon les principes de l'agriculture biologique, et/ou de la permaculture, avec compostage systématique des déchets verts ;
- appliquer le principe de la résilience écologique, qui n'utilise pas d'engrais chimiques ni de pesticides de synthèse, au profit de la lutte raisonnée et de la restauration puis de l'entretien d'un équilibre écologique ;
- mettre en œuvre les principes du développement durable, incluant des aspects sociaux et de convivialité.

Ces principes exemplaires sont expliqués lors des visites guidées et enseignés dans le cadre des cours du Muséum.
Les biotopes typiques du bassin parisien qu'il abrite sont :
- quatre milieux forestiers : une chênaie-frênaie sur sols calcaires, une chênaie-charmaie sur sols frais et riches, une chênaie-châtaigneraie sur sols acides et une ormaie sur sols frais nitratés ;
- sept milieux ouverts : un champ cultivé en céréales selon des méthodes traditionnelles, permettant la floraison des plantes messicoles (coquelicot, bleuet, nielle des blés, chrysanthème des moissons…), une vigne cultivée selon des méthodes traditionnelles avec son cortège de plantes bulbeuses (gagée, ornithogale en ombelle, tulipe sauvage…), une prairie de fauche, une friche montrant les différents stades de la régénération spontanée de la biodiversité à partir d'une prairie de fauche, une mare sur argile à berges humides, une prairie sèche sur calcaire avec coteau calcaire et une lande sur sables acides et dalles de grès (apportées depuis la platière de Fontainebleau) avec des mares temporaires.

## Galerie

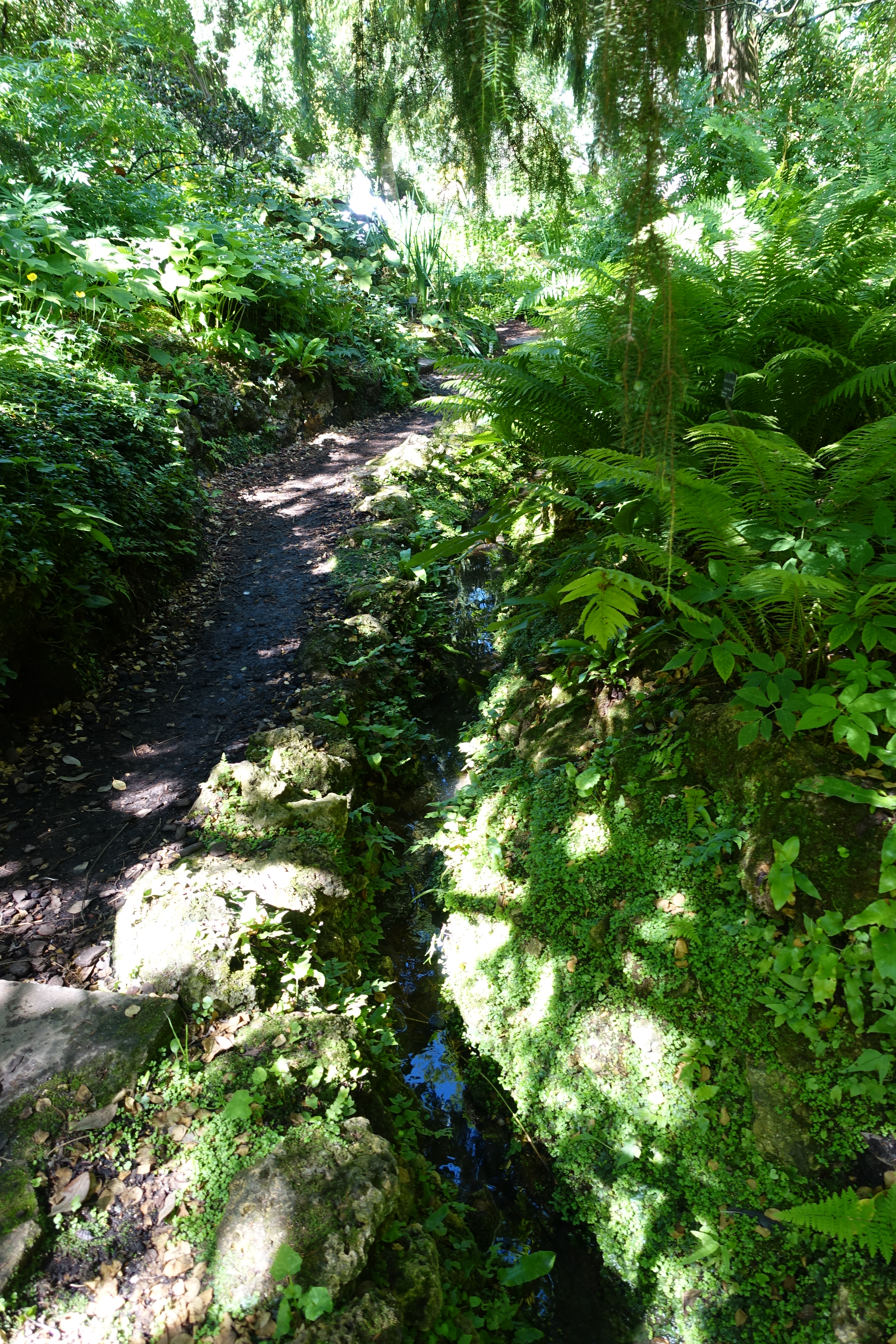
Le ruisseau et le jardin sauvage
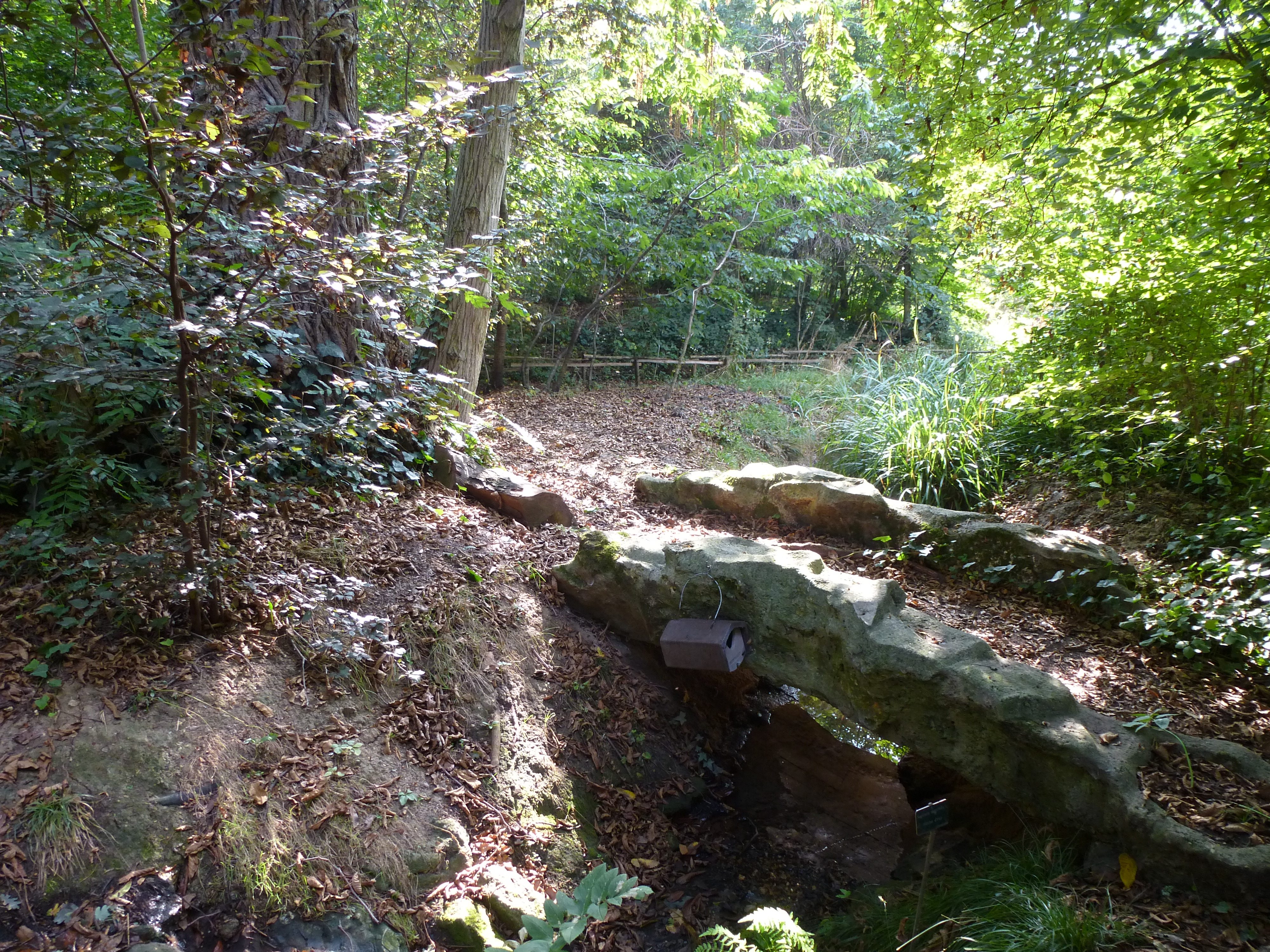
Le pont du ruisseau
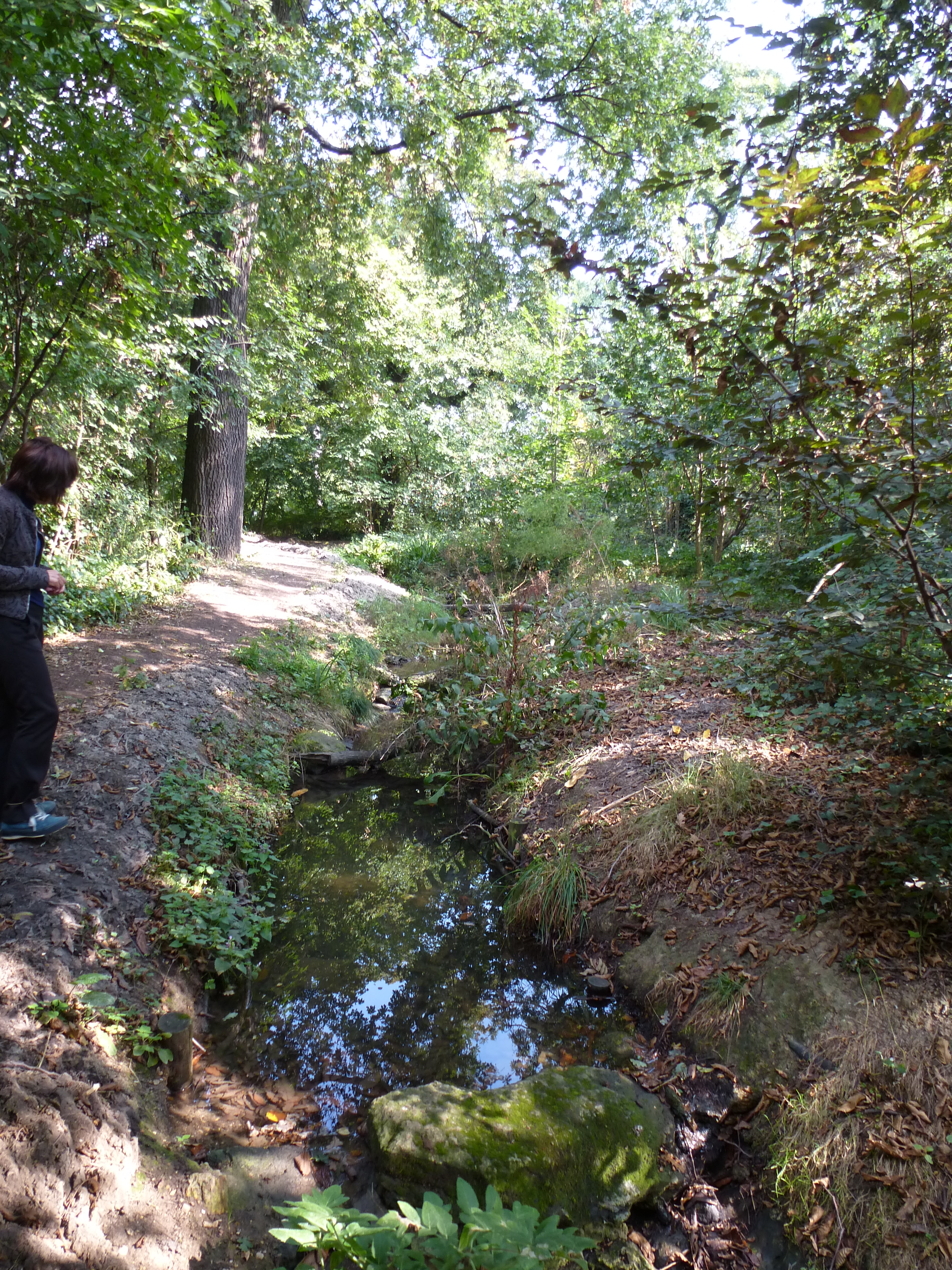
Le bief du ruisseau alimente la mare
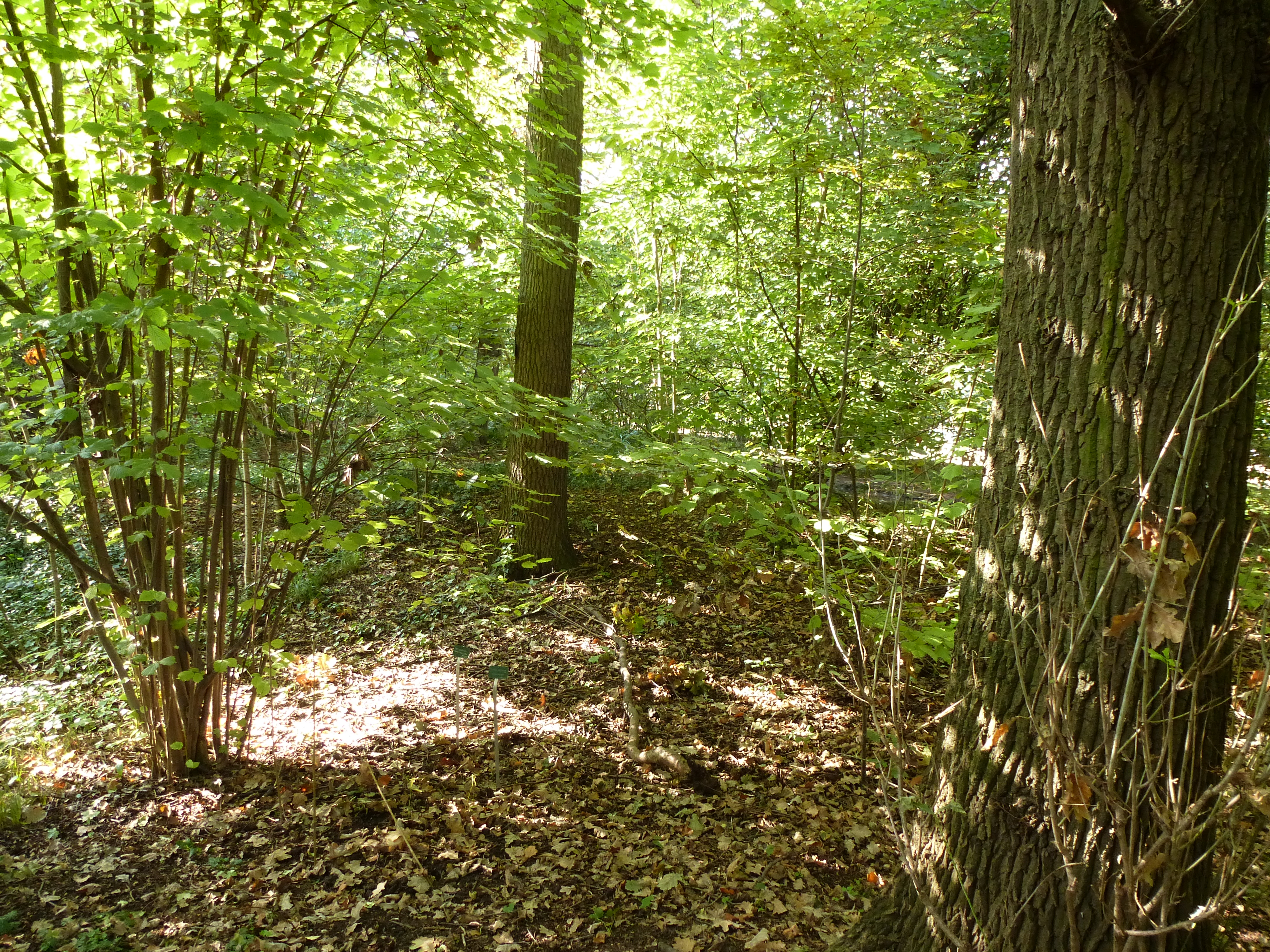
Milieu forestier
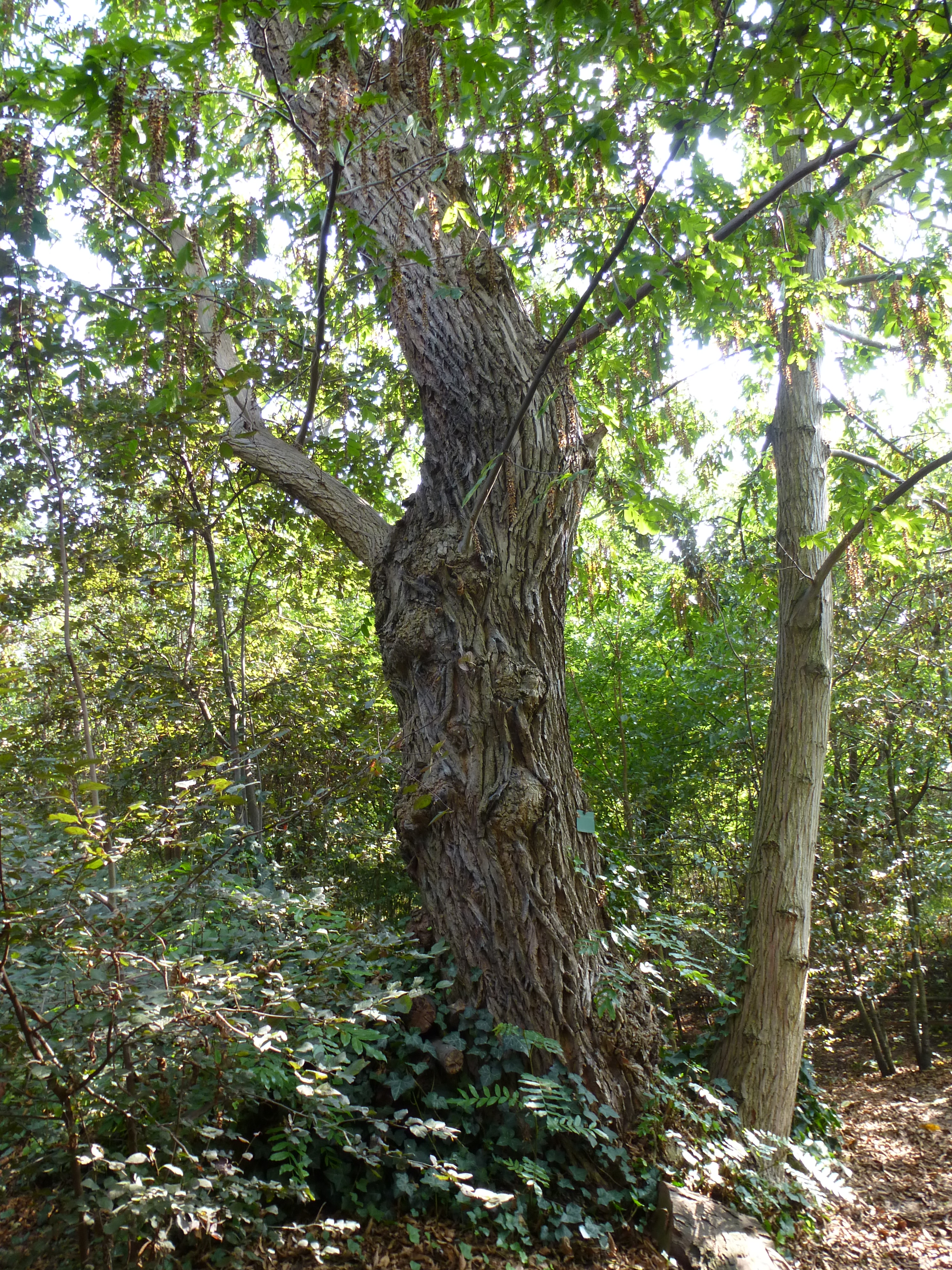
Un noyer de Chine a poussé ici à partir d'une graine ailée portée par le vent
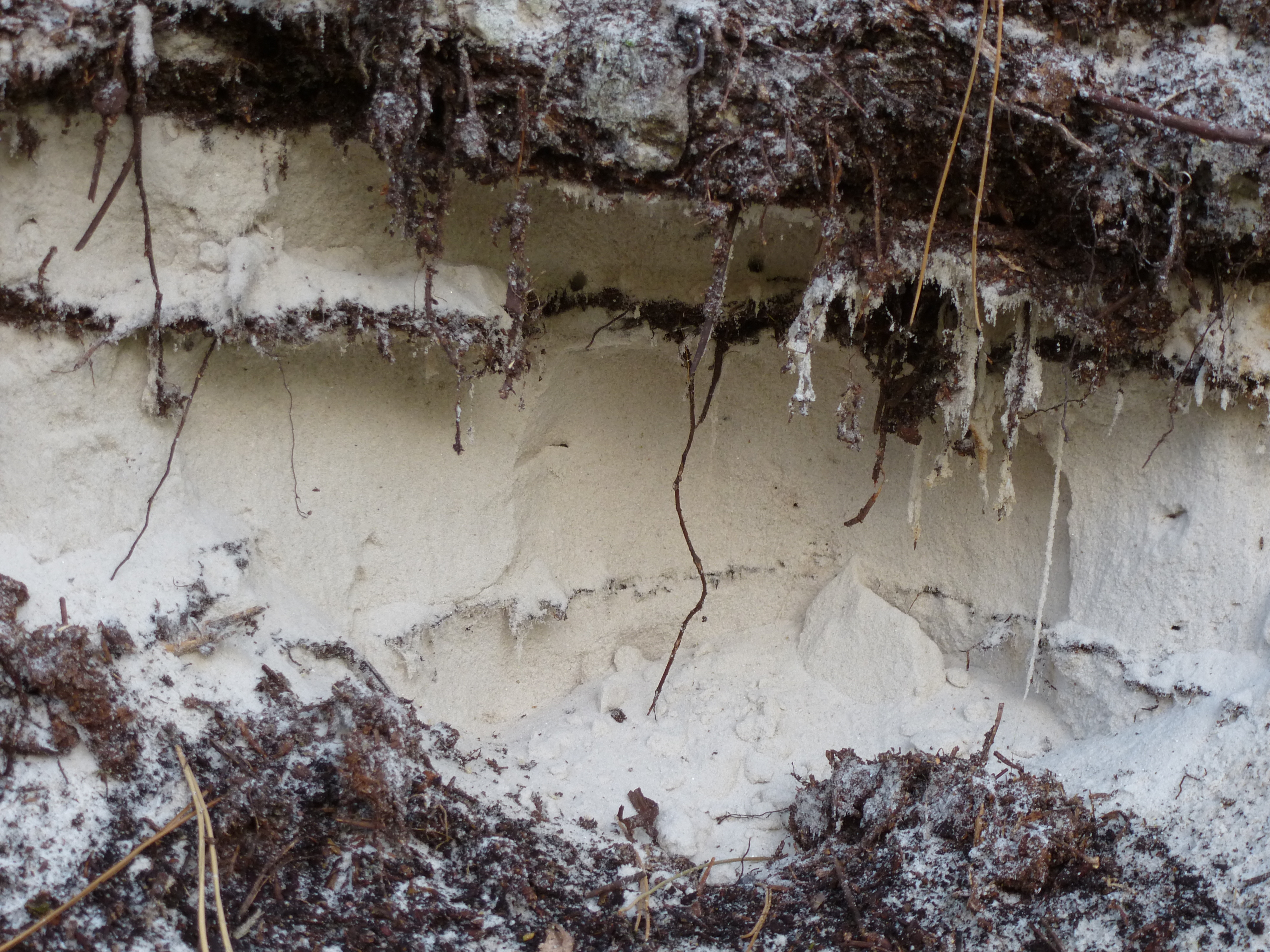
Horizons d'un sol de sables rupéliens
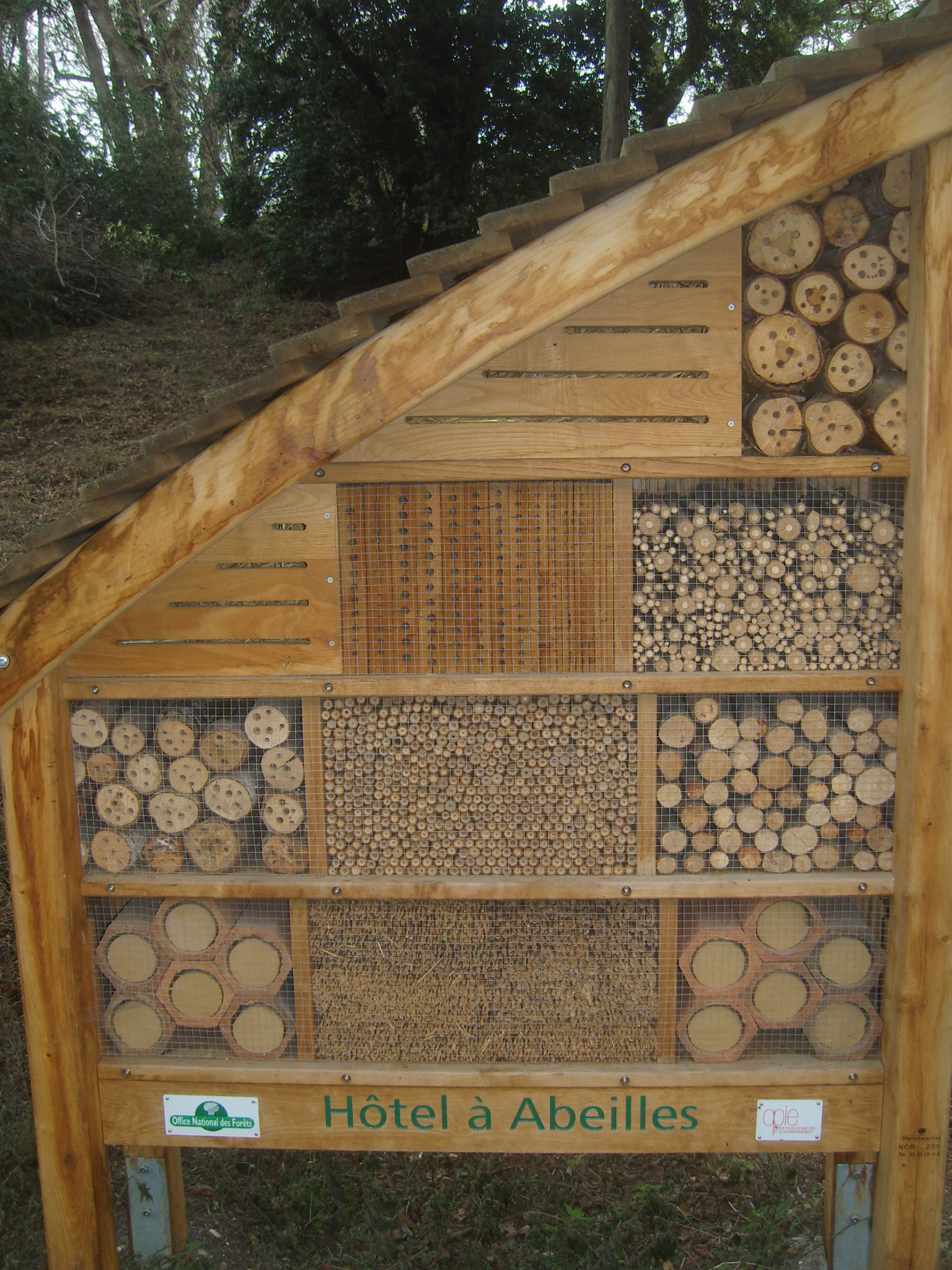
Une partie de l'« hôtel à abeilles »
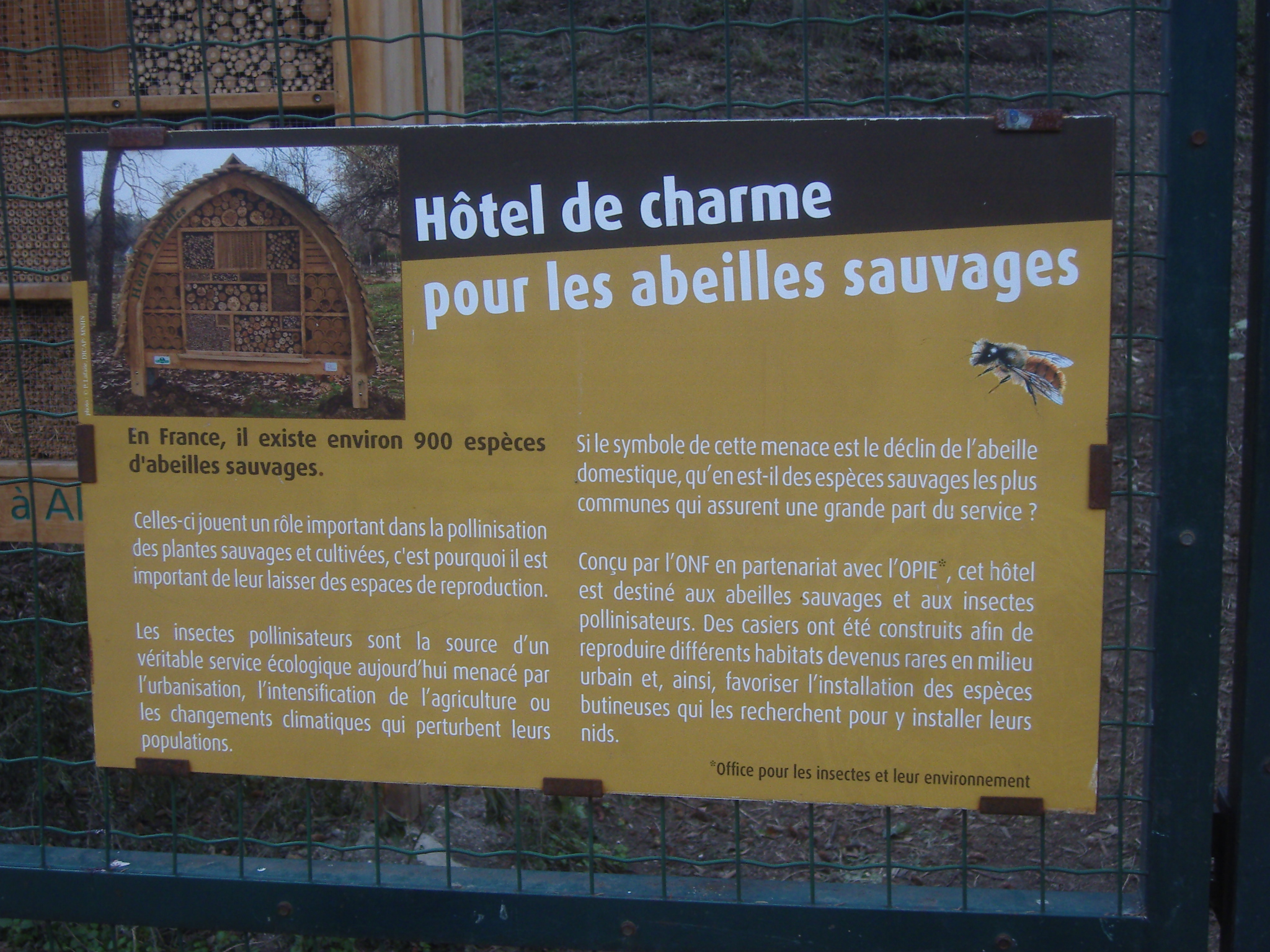
Cartel explicatif de l'« hôtel à abeilles »

## Sources
- Site du MNHN, page du jardin écologique
- Fanny Deschamps, La Bougainvillée tome 1 : le jardin du roi, 523 p., 1982
- Yves Laissus, Le Muséum national d'histoire naturelle, Gallimard, coll. « Découvertes », Paris, 1995 ; nouv.  éd. 2003, 128 p.  (ISBN 2-07-053323-9)
- Philippe Morat (dir.), L'Herbier du monde. Cinq siècles d'aventures et de passions botaniques au Muséum d'histoire naturelle, Les Arènes, 2004  (ISBN 2-912485-71-1)
- Stéphane Déligeorges, Alexandre Gady et Françoise Labalette, Le Jardin des plantes et le Muséum national d'histoire naturelle, Monum, Paris, 2004, 64 p.,  (ISBN 2-85822-601-6)

### Note
1. ↑  Elvire de Brissac, Le Jardin des Plantes, de l'horrible danger de la promenade, Grasset & Fasquelle 2024,  (ISBN 978-2-246-83724-4), p. 252.
2. ↑  Les rendez-vous pour une visite guidée du jardin écologique se prennent au 01 40 79 56 01 ou par courriel [valhuber@mnhn.fr]
3. ↑  Informations : ,  et